# Лопатин, Александр Иннокентьевич
Александр Иннокентьевич Лопатин (30 августа 1929, Харбин — 14 марта 1995, Курган) — резьбошлифовщик производственного объединения «Курганармхиммаш».

## Биография
Александр Иннокентьевич Лопатин родился 30 августа 1929 года в городе Харбине Особого района Восточных провинций Китайской Республики, ныне город — административный центр провинции Хэйлунцзян Китайской Народной Республики.
В 1954 году семья Лопатиных переехала в Союз Советских Социалистических Республик.
Трудовую деятельность начал водителем автомобиля одной из машинно-тракторных станций Иркутской области.
В октябре 1955 года переехал в Курган, поступил на строящийся Курганский арматурный завод учеником токаря. В совершенстве освоил специальности токаря и резьбошлифовщика. Он неизменно добивался высокого качества и высокого темпа работы, более двадцати лет работал с личным клеймом на одном резьбошлифовальном станке, который сам ремонтировал. Первоначально бригада состояла из четырёх человек, потом с этим объёмом стали справляться вдвоём: А.И. Лопатин и Г.У. Чепко. Александр Иннокентьевич был одним из инициаторов движения в десятой пятилетке «Пятилетке качества — рабочую гарантию»; победителем трудовых вахт в честь 60-летия СССР и 50-летия стахановского движения. 8 июля 1977 года приказом министра химического и нефтяного машиностроения № 138 было создано Курганское производственное объединение арматурного и химического машиностроения (ПО «Курганармхиммаш»)
За одиннадцатую пятилетку подал 12 рацпредложений.
Избирался членом парткома, профкома объединения «Курганармхиммаш», депутатом Октябрьского районного Совета народных депутатов, внештатным секретарём обкома профсоюза рабочих тяжёлого машиностроения.
Александр Иннокентьевич Лопатин умер 14 марта 1995 года. Похоронен на Зайковском кладбище города Кургана Курганской области, участок 8.

## Награды
- Орден Трудовой Славы I степени № 325, 10 июня 1986 года
- Орден Трудовой Славы II степени № 7773, 11 марта 1981 года
- Орден Трудовой Славы III степени № 80204, 22 апреля 1975 года
- Медаль «За трудовую доблесть», 20 апреля 1971 года
- Медаль «За доблестный труд. В ознаменование 100-летия со дня рождения Владимира Ильича Ленина»
- Медаль «Ветеран труда»
- Звание «Почетный гражданин города Кургана», 1986 год[3]
- Знак «Отличник качества Минхиммаша»
- Знак «Ударник девятой пятилетки»
- Знак «Ударник десятой пятилетки»
- Знак «Ударник одиннадцатой пятилетки»
- Знак «Победитель социалистического соревнования» 1976, 1977, 1978 и 1979 годов
- Почётная грамота ЦК профсоюза рабочих тяжёлого машиностроения
- Премия имени Д.Д. Сидоровского, Всесоюзный центральный совет профессиональных союзов

## Увлечения
Александр Иннокентьевич Лопатин любил театр, увлекался литературой, музыкой, спортом. Вместе с сыновьями играл в оркестре «Серебряные трубы», был лауреатом праздника военно-патриотической песни и музыки.